# Venceslau Brás
Venceslau Brás Gomes Pereira (Brazília, Minas Gerais, São Caetano da Vargem Grande (ma Brasópolis), 1868. február 26. – Brazília, Minas Gerais, Itajubá, 1966. május 15.) brazil politikus, hazája alelnöke, majd elnöke. Nevéhez fűződik többek közt az első brazil polgári törvénykönyv kiadása és hazája belépése az első világháborúba.

## Élete

### Származása és pályafutása az elnöki székig
Venceslau Brás 1868. február 26-án született Brazília Minas Gerais államában, São Caetano da Vargem Grande városában. Apja, Francis Brás Gomes Pereira a város polgármestere volt, ma a város maga is az ő nevét viseli. Az ifjú Brás São Paulóba ment, hogy jogot tanuljon. Sikeres vizsgát tett, majd 1890-ben visszatért Minas Geraisba és ott, Jacuí e Monte Santo városában helyezkedett el mint ügyész. Kis idő elteltével azonban bekapcsolódott az aktuálpolitikába is, a város először képviselőnek választotta meg, majd a város polgármestere lett.
Brás több hivatalnoki posztot is betöltött. 1909-ben Minas Gerais állam elnökévé választották, majd az 1910-es választásokon sikerült megszereznie Brazília alelnöki székét. Hermes da Fonseca elnök lemondását követően éles vita bontakozódott ki, hogy ki foglalja el az elnöki széket, de végül az 1914 őszén megrendezett választásokon Venceslau Brás diadalmaskodott.

### Elnökként
A Brás-kormány felállását követően máris komoly nehézségekkel kellett szembenéznie. A frissen megalakult kabinetnek meg kellett fékeznie az előző kormány által okozott válságot, másrészt meg kellett oldania a Santa Catarina és Paraná államok közötti határvitát, melynek eredménye egy 1916 októberében megkötött szerződés lett, mely rendezte az államok közigazgatási határait.Szintén 1916-ban kiadták az első brazil polgári törvénykönyvet, amely a következő évtől lépett hatályba.
1914-ben kitört Európában az első világháború, amely súlyosan érintette a semleges álláspontot képviselő ország gazdaságát. Súlyos károkat szenvedett Brazília az Amerikai Egyesült Államokkal, Nagy-Britanniával és a Német Birodalommal folytatott tengeri kereskedelme. Utóbbi különösen befolyásolta az ország gumi-és kávé exportját, melynek egyik következményeként Brazília gazdaságilag-és politikailag közeledni kezdett az Amerikai Egyesült Államokhoz, mely cserébe elfogadta Brazília geopolitikai jelentőségét Dél-Amerikában. 
A németek 1917-ben a korlátlan tengeralattjáró-háború újbóli bevezetésével kinyilvánították, hogy a tengeralattjáróik az Atlanti-óceánon nem csak a hadviselő felek, hanem a semleges országok szállító és teherhajóit is megtorpedózhatják. A brazil hajók közül is többet elsüllyesztettek, komoly gazdasági károkat okozva. A Paraná teherhajó 1917. április 5-i elsüllyesztését követően több brazil városban is spontán tömegtüntetésekre és zavargásokra került sor, továbbá több német üzletet is támadások értek. Venceslau Brás kormánya április 11-én hivatalosan is bejelentette, hogy minden diplomáciai kapcsolatot megszakít a Német Birodalommal, majd három további brazil teherhajó megtorpedózását követően az ország 1917. október 26-án hadat üzent Németországnak. Nem sokkal ezután a kormány megbízásából egy kisebb katonai erő, a Brazil Expedíciós Hadsereg kezdte meg útját az európai kontinens felé, melybe tartozott egy kisebb szárazföldi egység, egy orvosi misszió és egy néhány hadihajóból álló tengeri egység Pedro Max Fernando Frontin admirális vezetésével, de utóbbi csak a háború utolsó napjaiban érkezett meg az európai kontinens vizeire.
Elnökként Brás minden eszközzel próbálta segíteni a világháború hatásai miatt gyengébb teljesítőképességű brazil gazdaságot, elnöksége utolsó évét azonban újabb szomorú tragédia árnyékolta be, az Európából átterjedt spanyolnátha több mint 15 000 áldozatot szerzett a dél-amerikai országban.

### További élete
Brás elnökségének ideje 1918-ban ért véget, utódja Delfim Moreira lett. Venceslau Brás, Brazília volt miniszterelnöke kilencvennyolc évesen, a Minas Gerais államban fekvő Itajubában halt meg 1966. május 16-án. A hálás utókor a brazil államok területén három várost is elnevezett róla: a Paranában fekvő Wenceslau Brazt, a Minas Geraisban fekvő Wenceslau Brazt és a São Paulóban fekvő Presidente Venceslau-t.

## Képgaléria

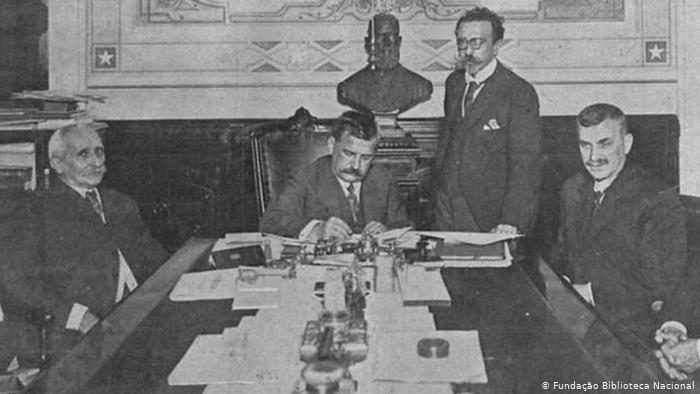
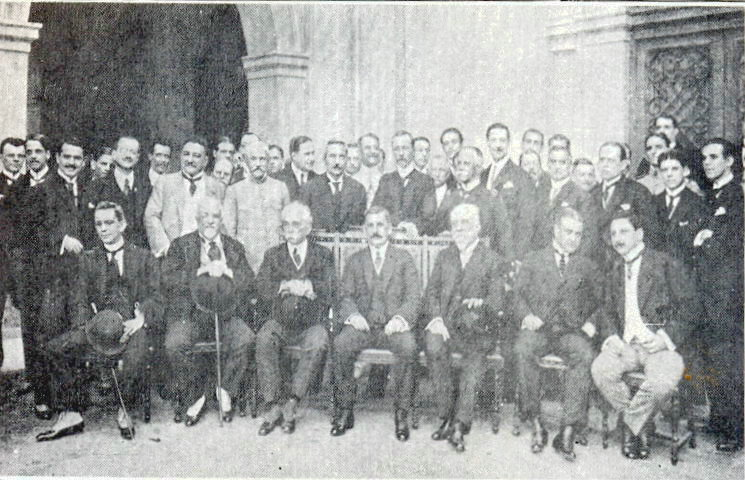
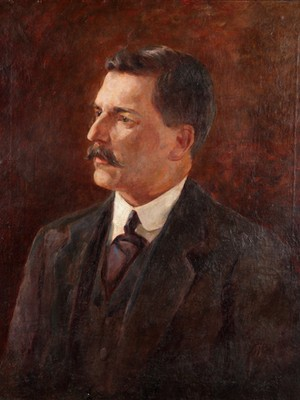
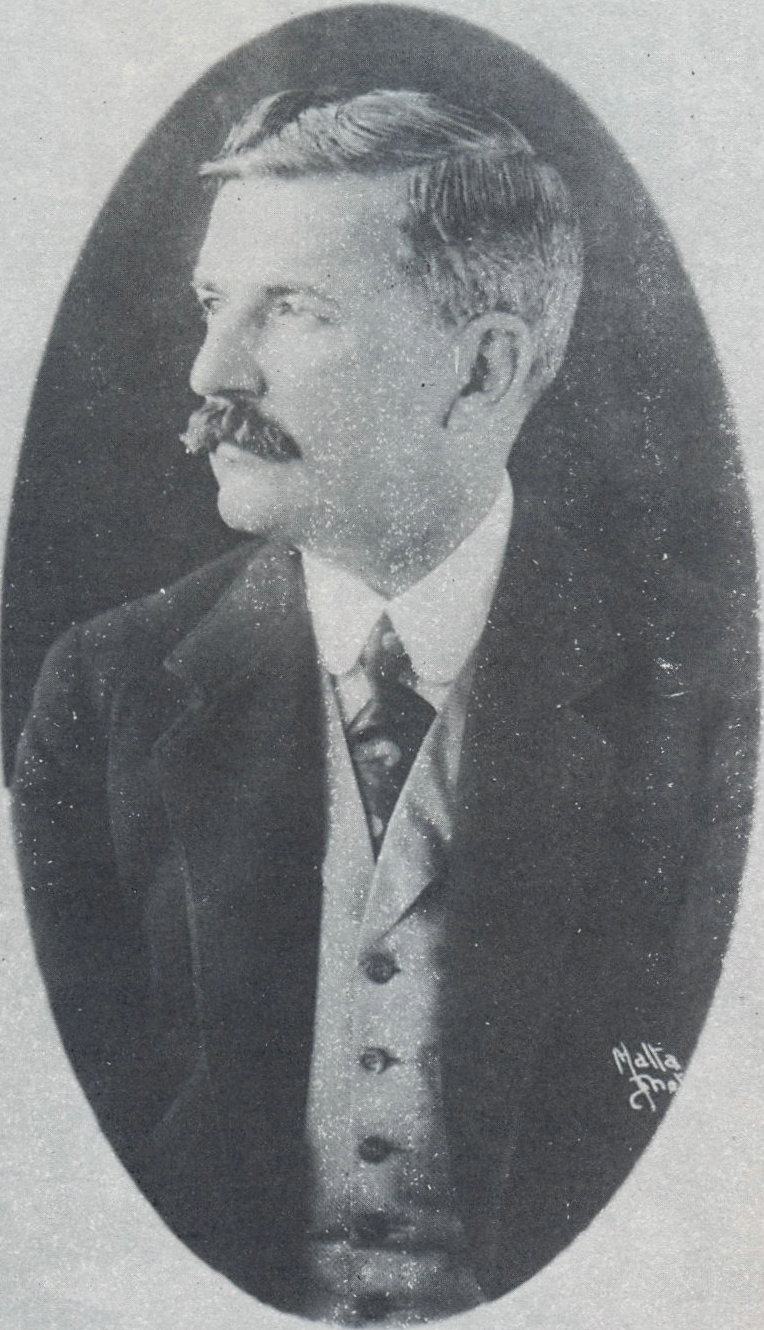